# Tacherting
Tacherting – miejscowość i gmina w południowo-wschodnich Niemczech, w kraju związkowym Bawaria, w rejencji Górna Bawaria, w regionie Südostoberbayern, w powiecie Traunstein. Leży około 25 km na północ od Traunsteinu, nad rzeką Alz, przy drodze B299 i linii kolejowej Mühldorf am Inn - Traunstein.

## Demografia
Dane o ludności z 31 grudnia 2008:
| Opis                                | Ogółem | Ogółem | Kobiety | Kobiety | Mężczyźni | Mężczyźni |
| ----------------------------------- | ------ | ------ | ------- | ------- | --------- | --------- |
| Jednostka                           | osób   | %      | osób    | %       | osób      | %         |
| Populacja                           | 5537   | 100    | 2794    | 50,46   | 2743      | 49,54     |
| Wiek przedprodukcyjny (0–17 lat)    | 1147   | 20,72  | 572     | 10,33   | 575       | 10,38     |
| Wiek produkcyjny (18–65 lat)        | 3292   | 59,45  | 1603    | 28,95   | 1689      | 30,5      |
| Wiek poprodukcyjny (powyżej 65 lat) | 1098   | 19,83  | 619     | 11,18   | 479       | 8,65      |

## Polityka
Wójtem gminy jest Johann Hellmeier z CSU, wcześniej urząd ten obejmował Hans Hellmeier, rada gminy składa się z 20 osób.
|      | CSU/Niezależni | SPD | FW | Razem |
| 2008 | 8              | 4   | 8  | 20    |
| 2002 | 9              | 4   | 7  | 20    |